# Прокуратура Грузии
Прокуратура Грузии (груз. პროკურატურა საქართველოს) — единая централизованная система. 
Генерального прокурора по представлению Президента Грузии сроком на 5 лет большинством списочного состава назначает Парламент. Нижестоящих прокуроров назначает Генеральный прокурор. Полномочия, организация и порядок деятельности прокуратуры определяются органическим законом «О прокуратуре».

## Направления деятельности прокуратуры Грузии
- Прокуратура осуществляет уголовное преследование в порядке и пределах, установленных уголовно-процессуальным законодательством.
- С целью обеспечения уголовного преследования прокуратура на стадии предварительного следствия осуществляет процессуальное руководство.

Прокуратура по делам о преступлениях и других противоправных деяниях в случаях и порядке, предусмотренных уголовно-процессуальным законодатель-ством, в полном объеме проводит предварительное следствие.
- Надзор за точным и единообразным исполнением закона органами дознания и оперативно-розыскными органами
- Надзор за точным и единообразным исполнением закона в местах содержания задержанных, предварительного заключения, в других местах ограничения свободы, а также при исполнении наказания и других мер принудительного характера, назначенных судом
- Поддерживает государственное обвинение
- координация деятельности правоохранительных органов по борьбе с преступностью,
- международное сотрудничество,
- выпуск специальных изданий.[3]

## Структура прокуратуры Грузии
Согласно ст. 6 Закона «О прокуратуре» возглавляет систему прокуратуры -Генеральный прокурор Грузии которого по представлению Президента Грузии сроком на 5 лет большинством списочного состава назначает на должность Парламент Грузии (ч. 1 ст. 7 Закона «О прокуратуре») , таким образом в сооттветствии со ч. 1 ст. 6 Закона  в систему прокуратуры входит:
- Генеральная прокуратура Грузии,
- Главная военная прокуратура Грузии,
- Транспортная прокуратура Грузии,
- прокуратуры Абхазской и Аджарской автономных республик
- прокуратура г. Тбилиси
- окружные прокуратуры
- региональные военные и транспортные прокуратуры,
- прокуратуры районов (городов)
- прокуратуры уголовно-исполнительных учреждений.

### Военная прокуратура Грузии
Согласно ст. 9 Закона «О прокуратуре» Военная прокуратура является специализированной прокуратурой, которая осуществляет свои полномочия в пределах, определяемых настоящим Законом и законодательством, в отношении дел по преступлениям и другим противоправным деяниям, совершаемым военнослужащими и приравненными к ним сотрудниками Вооруженных сил правоохранительных органов и органов безопасности Грузии. Согласно ч. 4-7 ст. 9 Закона «О прокуратуре» Главной военной прокуратурой Грузии руководит Главный военный прокурор Грузии, который по должности является заместителем Генерального прокурора Грузии. 
Главного военного прокурора назначает на должность и освобождает от должности Генеральный прокурор.  Главный военный прокурор имеет двух заместителей, старшего помощника и помощников. 
Заместителей Главного военного прокурора, его старшего помощника и помощников, а также региональных военных прокуроров по представлению Главного военного прокурора назначает на должность и освобождает от должности Генеральный прокурор.

### Транспортная прокуратура
Транспортная прокуратура является специализированной прокуратурой, которая осуществляет свои полномочия в пределах полномочий, определяемых настоящим Законом и законодательством по делам о преступлениях и других противоправных деяниях, которые совершены в метрополитене, на железнодорожном, авиационном и морском транспорте. 
Специализированными транспортными прокуратурами являются: 
- Транспортная прокуратура Грузии
- региональные транспортные прокуратуры.

Транспортной прокуратурой Грузии руководит Транспортный прокурор Грузии. 
Транспортного прокурора Грузии назначает на должность и освобождает от должности Генеральный прокурор. 
Транспортный прокурор Грузии имеет двух заместителей, старшего помощника и помощников. 
Заместителя Транспортного прокурора Грузии, его старшего помощника и помощника, а также регионального транспортного прокурора по представлению Транспортного прокурора Грузии назначает на должность и освобождает от должности Генеральный прокурор. 
Транспортный прокурор Грузии в пределах своей компетенции издает приказы и другие акты, выполнение которых для работников Транспортной прокуратуры обязательно.

### Прокуратура в административных единицах Грузии
Согласно административно-территориальному делению Грузии следует подразделять на
- Прокуратуры Абхазской и Аджарской Автономных Республик (ст. 11)
- Прокуратура города Тбилиси
- Прокуратура в прочих административно-территормальных единицах Грузии

Глав органов прокуратуры в регионах и её сотрудников  назначает на должность и освобождает от должности Генеральный прокурор.